# Konstantin Manasses

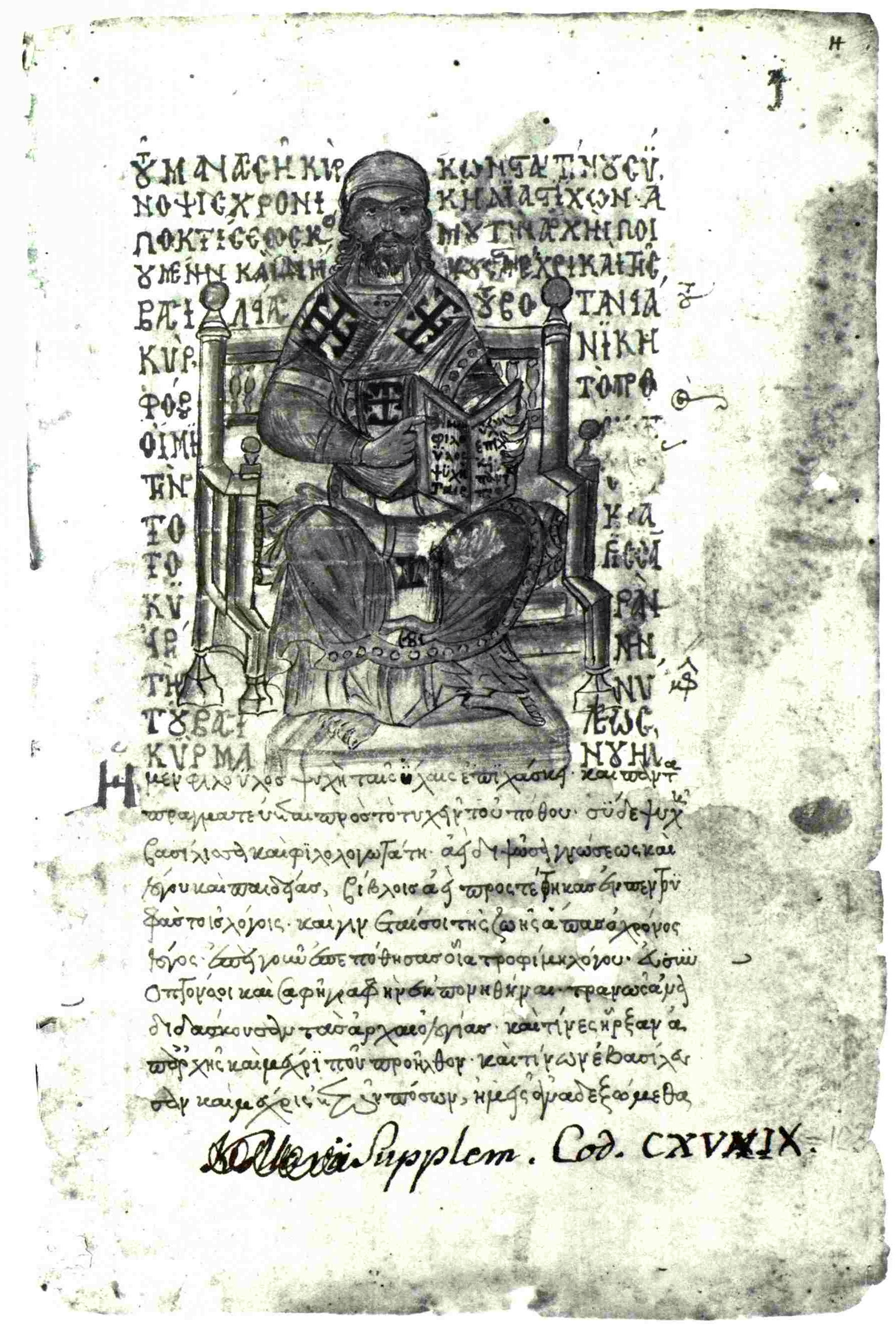
Der Anfang der Chronik Konstantins mit einem Porträt des Autors in der Handschrift Wien, Österreichische Nationalbibliothek, Cod. Hist. gr. 91, fol. 1r (15. Jahrhundert)

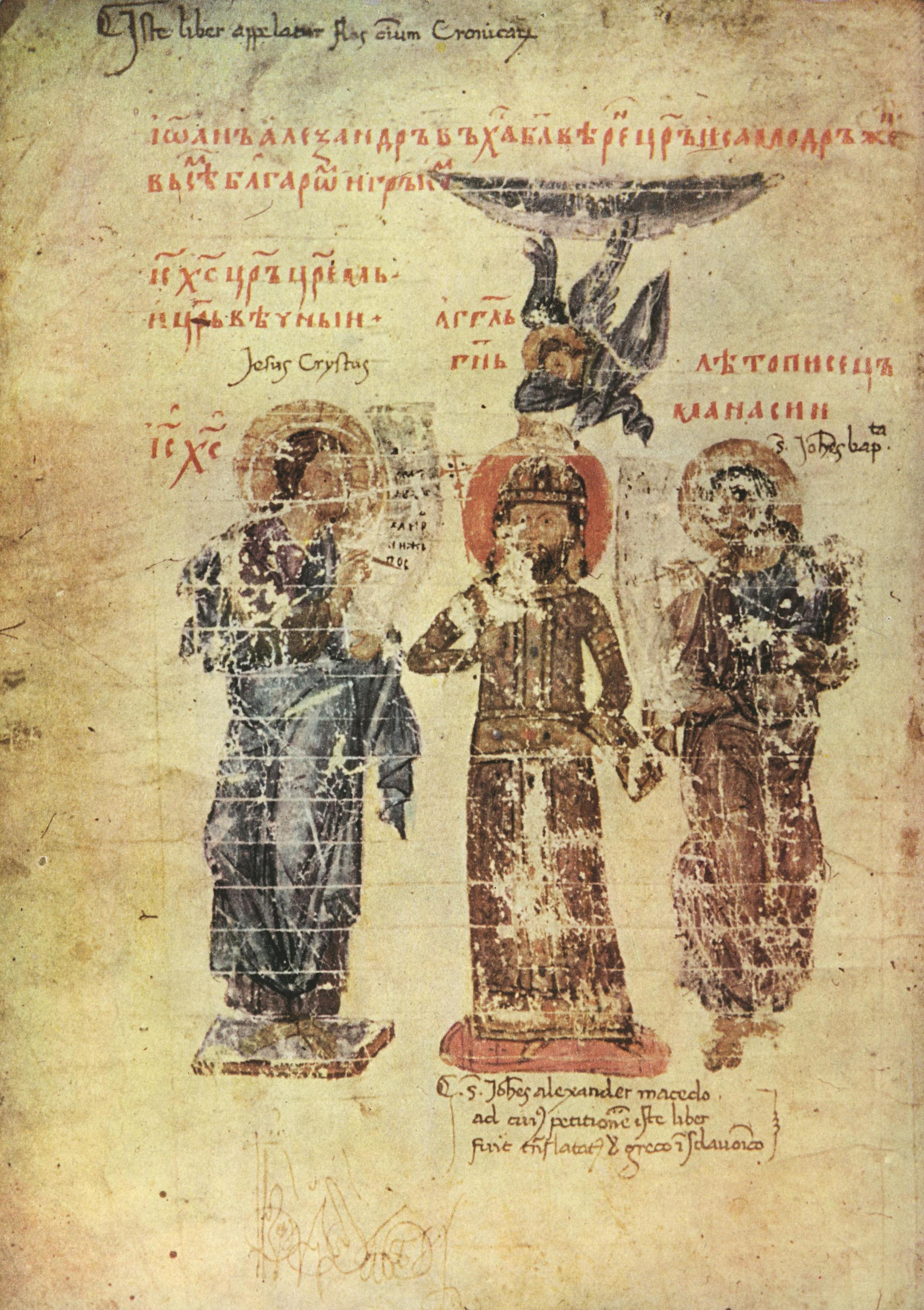
Konstantin Manasses (rechts) neben dem Zaren Iwan Alexander, links Christus, in einer Handschrift der Manasses-Chronik (14. Jahrhundert)

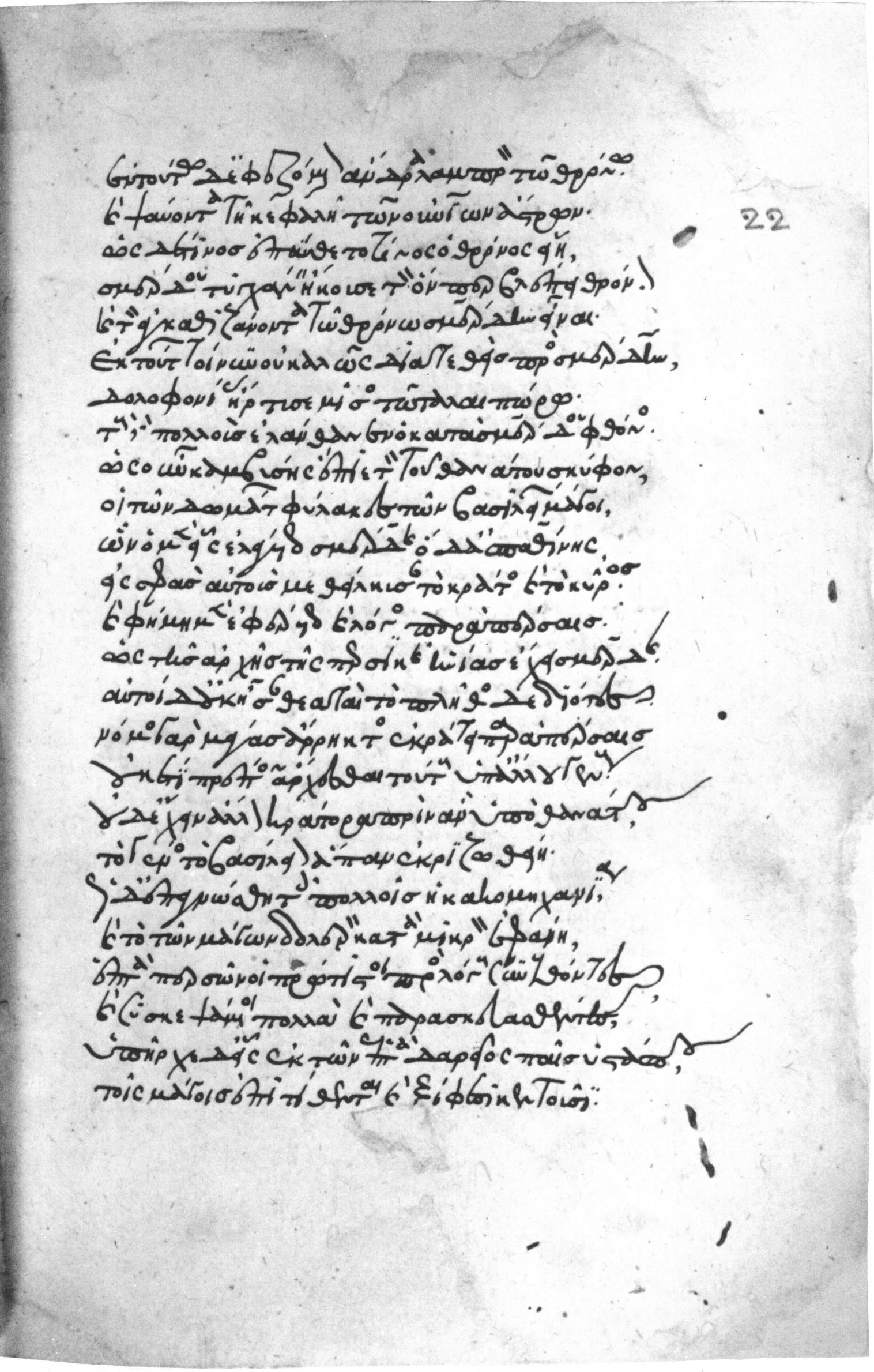
Die Chronik des Manasses in der 1312/1313 geschriebenen Handschrift London, British Library, MS. Arundel 523, fol. 22r

Konstantin Manasses (mittelgriechisch Κωνσταντίνος Μανασσῆς, * um 1130 in Konstantinopel; † um 1187) war  Diplomat, Schriftsteller und Verfasser einer Weltchronik. Es ist unwahrscheinlich, dass er byzantinischer Bischof der griechischen Stadt Naupaktos war.

## Leben
Manasses gehörte zum Kreis der Literaten, die von der sebastokratorissa Irene Komnene, einer Schwägerin Manuels I., gefördert wurden.
Um 1160 nahm er im Auftrag des byzantinischen Kaisers an einer Gesandtschaft in das Heilige Land und in die dort befindlichen Kreuzfahrerstaaten teil. Ziel dabei war die Brautwerbung des verwitweten Kaisers Manuel I. Neue Kaiserin wurde Maria von Antiochia. 

## Werke
Über die für den Verfasser nicht unbedingt angenehme Reise ins Heilige Land berichtet er in seinem Werk Hodoiporikon. Daneben verfasste er eine Erzählung von Aristander und Kalithea, eine nur in einigen Bruchstücken erhaltene Romanze in Versen. Sein wohl bedeutendstes Werk ist jedoch eine um das Jahr 1181 verfasste Weltchronik Chronike synopsis. Sie beschreibt die Ereignisse von der Entstehung der Welt bis ins Jahr 1081 in Versen. Sie erfreute sich neben der byzantinischen Welt auch großer Beliebtheit in der angrenzenden Balkanregion. Im 14. Jahrhundert entstand im Auftrag des Zaren Iwan Alexander eine bulgarische Übersetzung und Erweiterung (s. Manasses-Chronik), die reich illustriert wurde. Weiterhin sind von Konstantin Manasses noch einige kleinere Werke erhalten geblieben.

## Editionen
- Immanuel Bekker: Breviarium historiae metricum. Bonn 1837 (Volltext in der Google-Buchsuche).
- I. Bogdan: Die slavische Manasses-Chronik. München 1966 (eingeschränkte Vorschau in der Google-Buchsuche).
- K. Horna: Das Hodoiporikon des Konstantin Manasses. In: Byzantinische Zeitschrift 13, 1904, S. 325–347.
- Otto Mazal: Der Roman des Konstantinos Manasses. Graz/Wien/Köln 1967.
- Anneliese Paul, Andreas Rhoby (Hrsg.): Konstantinos Manasses, Verschronik (= Bibliothek der griechischen Literatur. Band 87). Anton Hiersemann, Stuttgart 2019, ISBN 978-3-7772-1902-8 (deutsche Übersetzung mit Kommentar).